# Ferdinando Minucci (dirigente sportivo)
Ferdinando Minucci (Chiusdino, 7 marzo 1953) è un dirigente sportivo italiano, in passato direttore generale e presidente della Mens Sana Basket e consulente esterno della Pallacanestro Firenze.
Il suo nome è legato soprattutto a quello della Mens Sana Siena, società cestistica nella quale ha ricoperto diversi ruoli dirigenziali.
Coinvolto nell'inchiesta "Time Out", dopo la trasmissione degli atti dalla Procura alla Federazione Italiana Pallacanestro è stato radiato il 7 ottobre 2016 proprio dal Tribunale Federale della FIP, con "conseguente divieto di partecipare, sotto qualsiasi veste o qualifica a qualunque attività federale o sociale nell'ambito della FIP". Contestualmente, alla Mens Sana Siena sono stati revocati due scudetti, due Coppe Italia e una Supercoppa italiana.

## Carriera
Dopo aver studiato scienze politiche, Minucci ha lavorato prima del settore bancario e poi in quello mediatico. È stato editore di Radio Siena e Tele Video Siena e ha contribuito alla nascita del Corriere di Siena. Grande appassionato di pallacanestro, nei primi anni novanta entra a far parte della società della Mens Sana Siena ricoprendo dal 1990 al 1992 il ruolo di direttore del marketing e della pubblicità, dal 1992 la carica di direttore generale e dal 1999 quella di vicepresidente
Grazie anche a Minucci, la polisportiva diventava socio di maggioranza della Mens Sana Basket e gradualmente venivano coinvolte nel progetto anche le maggiori istituzioni senesi. Nel 1993-94 la squadra centra la promozione in Serie A1; da allora la società senese ha continuato a militare nella massima serie arrivando più volte a giocare i playoff. Col tempo inoltre sono arrivate sponsorizzazioni sempre più remunerative per la Mens Sana, fino all'importante accordo del 2000 con la Monte dei Paschi di Siena, favorito dallo stesso Minucci, ex dipendente della banca. Seguono quindi altre vittorie: prima la Coppa Saporta del 2002 conquistata con Ergin Ataman come allenatore, e quindi il primo scudetto nel 2004, con alla guida Carlo Recalcati. Nel 2004 il manager toscano viene insignito dal Comune di Siena del riconoscimento "Mangia d'oro", riservato a senesi che si siano particolarmente distinti nel mondo. Nel 2006, con l'addio di Recalcati, è proprio di Minucci la decisione di affidarsi a Simone Pianigiani, all'epoca allenatore del settore giovanile. Nonostante i cambiamenti di allenatore e organico, la Mens Sana ha poi vinto lo scudetto 2006-07 e Minucci ricorda il successo come uno dei momenti più belli del suo periodo da dirigente.
Iniziava così un periodo ricco di successi per la Mens Sana e Minucci vinceva per tre anni di fila (dal 2007 al 2009) il premio di "Miglior dirigente della Serie A". Dal 2008 al 2013 ha ricoperto l'incarico di presidente della società senese. Nel 2002 riceve l'onorificenza di Commendatore mentre nel 2008 quella di Grande ufficiale dell’Ordine “Al merito della Repubblica Italiana”. Nel novembre 2013 il manager ha ricevuto il premio speciale Retina d'Oro.
Nel luglio 2022 diventa consulente esterno della neonata Pallacanestro Firenze in Serie B.

## Vicende giudiziarie
Nel gennaio 2013 Minucci si è dimesso dalla carica di presidente come atto formale in seguito ai primi sviluppi della cosiddetta "operazione Time Out" avviata dalla Guardia di Finanza e riguardante presunte irregolarità fiscali nei pagamenti degli emolumenti dei giocatori. Minucci è tornato così ad assumere il ruolo di direttore generale nell'organigramma societario della Mens Sana, rimanendo in carica fino al marzo 2014.
L'8 maggio 2014, sempre nell'ambito dell'"operazione Time Out", Minucci è stato sottoposto alla misura cautelare degli arresti domiciliari, con l'accusa di associazione per delinquere volta alla commissione di reati tributari, tramite false fatturazioni e false dichiarazioni. I domiciliari sono poi stati revocati il 30 maggio, ed è stata applicato l'obbligo di dimora nel comune di Siena.
L'inchiesta della Procura di Siena ha accertato "scritture contabili falsificate nei bilanci [della Mens Sana Siena] dal 2007 al 2013", attraverso la "pratica di far scivolare i costi agli esercizi successivi, trascinando le perdite nel tempo". Secondo la Procura, Minucci era a capo di una associazione a delinquere mirata all'arricchimento personale, a danno anche della stessa società, tramite un complesso sistema di false fatturazioni.

### Processo sportivo
Gli esiti dell'inchiesta penale hanno avuto ripercussioni sul piano sportivo. Il Tribunale Federale della FIP, dopo la trasmissione degli atti dell'inchiesta da parte della Procura, ha decretato la radiazione di Minucci, vietandogli anche la partecipazione a qualunque titolo in ambito federale.
Contestualmente, il 7 ottobre 2016 la stessa FIP ha revocato alla Mens Sana Siena i due scudetti vinti nel 2011-2012 e 2012-2013, le Coppe Italia 2012 e 2013 e la Supercoppa Italiana 2013. Tuttavia, il 18 aprile 2017 la Quarta Sezione del Collegio di Garanzia del CONI ha annullato la precedente sentenza, restituendo così alla Mens Sana Basket i titoli conquistati sul campo. Dopo il nuovo processo, il Tribunale Federale della FIP ha nuovamente revocato i titoli della Mens Sana.
Nel 2014, lo stesso Minucci aveva rinunciato alla carica di presidente della Lega Basket. Era stato infatti scelto come successore di Valentino Renzi alla guida della Lega, l'8 febbraio 2014.
Nel 2023 gli vengono revocate le onorificenze precedentemente ricevute, rispettivamente nel 2002 e nel 2008.

## Palmarès

### Dirigente
- Gianluigi Porelli Euroleague Executive of the Year: 1

Mens Sana Siena: 2007-2008